# بيث باور
بيث باور (بالإنجليزية: Beth Bauer)‏ هي لاعبة غولف أمريكية، ولدت في 15 مارس 1980 في لارغو في الولايات المتحدة.

## وصلات خارجية
- بيث باور على موقع رابطة لاعبات الغولف المحترفات (الإنجليزية)